# Sonia Megías
Sonia Megías López, conocida en el ámbito artístico como Sonia Megías, (Almansa, 20 de junio de 1982) es una compositora y artista multidisciplinar española, directora de coros, intérprete de varios instrumentos, educadora. De 2010 a 2012 el Programa Fulbright, del Departamento de Estado de los Estados Unidos, le concedió una beca de investigación en Nueva York donde realizó un Master en Teoría y Composición musical.

## Trayectoria
Megías se inicia en la música a los cinco años aprendiendo piano en la Academia Lissen, gestionada por su madre, continúa sus estudios de Piano y Viola en el C. P. M. “Jerónimo Meseguer” de Almansa y de Composición musical en el C. S. M. “Manuel Massotti Littel” de Murcia, donde se gradua en 2006. Continuó sus estudios de Composición, Psicoacústica, Estética, Dirección Coral y Armonía Moderna dentro y fuera de España. Su formación multidisciplinar se completó con becas artísticas que le llevaron a Italia y Estados Unidos, en el Conservatorio “Giuseppe Tartini” (Trieste, 2003), la Villa Médici (Roma, 2005), Residencias de Artistas “Basically Modern Arts Sanctuary (BMAS)” (Nueva York, 2008), e “I-Park” (Connecticut, 2008) o el Máster en Teoría y Composición Musical realizado en la Facultad Steindhart de la New York University, durante la becas Fulbright y NYU Steinhardt en Nueva York (2010-2012).
Desde 2001 realiza trabajos de composición para organizaciones escénicas y coros. Ha realizado proyectos de composición y dirección musical para diferentes instituciones, la Revista Docenotas (2006), la Orquesta Nacional de Jazz (ONJAZZ, 2006-07), la Real Escuela Superior de Arte Dramático (RESAD, 2007), el Centro para la Difusión de la Música Contemporánea (CDMC, 2009), el Centro Nacional de Difusión Musical (CNDM) (en 2011 y 2015), el Ayuntamiento de L’Aquila (Italia, en 2012), o la asociación Ear to Mind junto con el Symphony Space (Nueva York, en 2012), el Teatro Real de Madrid (2017)
Ha realizado colaboraciones con compositoras como Bunita Marcus (Nueva York) o Sofía Martínez (Vitoria), y con otros profesionales, como los dramaturgos Ernesto Caballero de las Heras y Vanessa Montfort.
En la actualidad reside en Altea (Alicante) dónde realiza sus investigaciones vitales. Megías continúa explorando las partituras objeto (partituras raras o notaciones expandidas), la cultura Náhuat, nuevas obras como compositora residente del Museo Thyssen-Bornemisza, para la Federación Coral de Madrid (FECORMAD), para el grupo vocal experimental Coro Delantal, o compositora arreglista para diferentes grupos. Desde 2010, forma con la artista multidisciplinar Eva Guillamón el dúo literario-musical Dúa de Pel.
A partir de 2012 participa en exposiciones colectivas e individuales, con las propuestas multidisciplinares de sus investigaciones sensoriales en torno a la música. Las partituras objeto de Megías se han expuesto en Valladolid, Madrid, Urueña, El Salvador (San Salvador). Participa como asociada en Mujeres en la Música.

### Trabajo docente
Desde 1998 imparte cursos y talleres de Armonía Práctica, Improvisación, Análisis de Partituras, Instrumentación, Música Contemporánea, Música para la Imagen o Notación Musical Expandida, en diversos centros. En el año 2007 obtuvo el Certificado de Aptitud Pedagógica (CAP) en la Universidad Complutense de Madrid. Destacar los cursos que ha impartido como docente en el C. P. M. de Cieza (Murcia, 2007-08), el C. P. M. de Almansa (2008), la Universidad de Castilla-La Mancha (2008), la escuela de artes escénicas “Estudio 3” de Madrid (2008) o el Conservatorio Superior de Música de Las Palmas de Gran Canaria (2009).

### Investigación
Megías investiga diferentes formas expresivas en torno a rituales socioculturales desde su bagaje musical, con propuestas performativas influidas por la artista interdisciplinar española Esther Ferrer como son las obras de vídeo arte que presenta como Mono+Graphics. Las procesiones armónicas de Megías introducen la música en recorridos procesionales que exploran espacios urbanos a modo de deriva conducida por la música.
El compromiso social de Megías le lleva a explorar desde la música los instrumentos tradicionales por todo el mundo, con vínculos duraderos como los que tiene con El Salvador y la cultura Náhuat. El proyecto de revitalización de la lengua náhuat de El Salvador a través de la música, realizado con el apoyo de Cooperación Española en San Salvador se recoge en el documental Ne nawat shuchikisa (El Náhuat florece) y la publicación Tajtakwikalis ipal nutalyu (Cantos de mi tierra), más de 150 canciones en lengua náhuat recopiladas por Megías en El Salvador desde 2012.
Frutos de investigaciones con objetos musicales multiétnicos, las Partituras objeto o partituras raras son objetos artísticos con los que Megías quiere dar valor a lo raro, la diversidad que integra el mundo que nos rodea.   

### Trabajo como intérprete
Desde 1995 Megías participa como instrumentista, guitarrista, pianista, compositora o cantante con diferentes grupos y estilos musicales, música étnica, jazz, clásica, contemporánea, participa en conciertos como intérprete con instrumentos y voz, o como directora. Al final de las Marchas por la Dignidad realizadas en Madrid, el 22 de marzo de 2014 Megías dirigió la ‘Orquesta y coro de la Dignidad’ en la Plaza de Colón de Madrid.
Su repertorio de actuaciones en directo es polifacético, dirigiendo orquestas o coros (Coro de voces bravas, Coro delantal), intérprete o instrumentista tanto en grupos como en solitario, o en actividades performativas.

### Composición
Como compositora es autora de obras estrenadas por todo el mundo, en el I Festival des Jeunes Musiciens Européens (Burdeos, 2004), Concerts at Smithsonian National Contemporary Art Museum (Washington, 2005), Festival Mujeres en la Música (Guecho, 2007), III Centenario de la Batalla de Almansa (Almansa, 2007), Ciclo de conciertos del CDMC, en el Auditorio 400 del Museo Nacional Centro de Arte Reina Sofía MNCARS (Madrid, 2008), Festival Fémina Clásica 2008 de la Fundación Autor en el Auditorio Conde Duque (Madrid, 2008), así como de proyectos experimentales como el desarrollado para el Thyssen.
En sus trabajos valora la importancia del arte en la inclusión de personas con diversidad funcional, como muestra su propuesta para el festival Una Mirada Diferente del Centro Dramático Nacional, con la composición musical de la obra Cáscaras vacías.

## Reconocimientos
- 2010-2012 Beca del Programa Fulbright.[22]
- 2014 Forma parte del libro Almanseños, sobre personas ilustres de Almansa.[23]
- 2015 Programa monográfico sobre el trabajo compositivo de Megías, por Miguel Álvarez-Fernández en Espacio ‘Ars Sonora’,[24] de Radio Clásica (Radio Nacional de España).

## Obras seleccionadas

### Intérprete
- 2018 concierto con Dúa de Pel,[25] presentación primer disco en el Teatro Real[26] de Madrid.
- 2019 concierto con Dúa de Pel[27] en Tokio. Gira de conciertos en Asia.[28]
- 2019 concierto «auto sacramental» para Feminae in ecclesia[29] para Semana Santa del Ayuntamiento de Madrid.
- 2019-2020 Perpetuum Mobile[1] para el Museo Thyssen de Madrid.

### Composición y dirección.
- En 2011 funda el grupo experimental CoroDelantal con el que continúa como directora investigando nuevas formas de expresión performativa musical.[20]
- Desde 2015 funda y dirige el Coro Fulbright[30] del Instituto Internacional de la Embajada de los Estados Unidos en Madrid.
- 2017 Ne nawat shuchikisa[14][15] sobre un proyecto[16] de Megías para recuperar la cultura Náhuat a través de la música. Producido por Cooperación Española (AECID).
- 2017 Somos naturaleza[31] cantata para el Teatro Real[8] de Madrid.
- 2019-2020 Perpetuum Mobile[1] actividad musical performativa para el Museo Thyssen de Madrid.

## Investigación

### Procesiones armónicas
Las Procesiones armónicas recorren espacios urbanos públicos como deriva sobre los rituales procesionales. Desde 2012 a 2019 ha realizado XVI procesiones armónicas recorriendo diferentes espacios de Madrid (Barrio del Conde Duque, Barrio de Puerta del Ángel, Parque de El Retiro, Barrio de Fuencarral, Barrio Centro, Sala Pradillo), Pinilla del Olmo (Soria), San Salvador (El Salvador), Mira (Cuenca), Valencia, Buitrago del Lozoya (Madrid), Braojos de la Sierra (Madrid), Almansa (Albacete), Santa Tecla (El Salvador), Nueva York (Manhattan, Universidad de Nueva York al Centro Español).

### Mono+Graphics[13]
Mono+Graphics son propuestas experimentales en las que Megías integra concierto, exposición, actividad performativa y taller. Desde 2003 hasta 2019 ha realizado ocho Mono+Graphics en Nueva York (SoHo Gallery for Digital Art, Fundación ‘Experimental Intermedia’, Instituto Cervantes), Madrid (CCCD, SGAE, Fundación ‘Entredós’, Sala ‘Espacio Ronda’) y Almansa (Universidad Popular). Organizado por Ayuntamiento de Madrid en 2019, VIII Mono+Graphic en el Centro cultural Conde Duque. 

### Partituras raras (ver Galería)
Megías experimenta con su entorno musical y convierte partituras en objetos artísticos, Partituras objeto o Partituras raras, con diferentes capacidades sensoriales, son objetos que expresan la metodología creativa que utiliza Megías para componer música.

## Galería

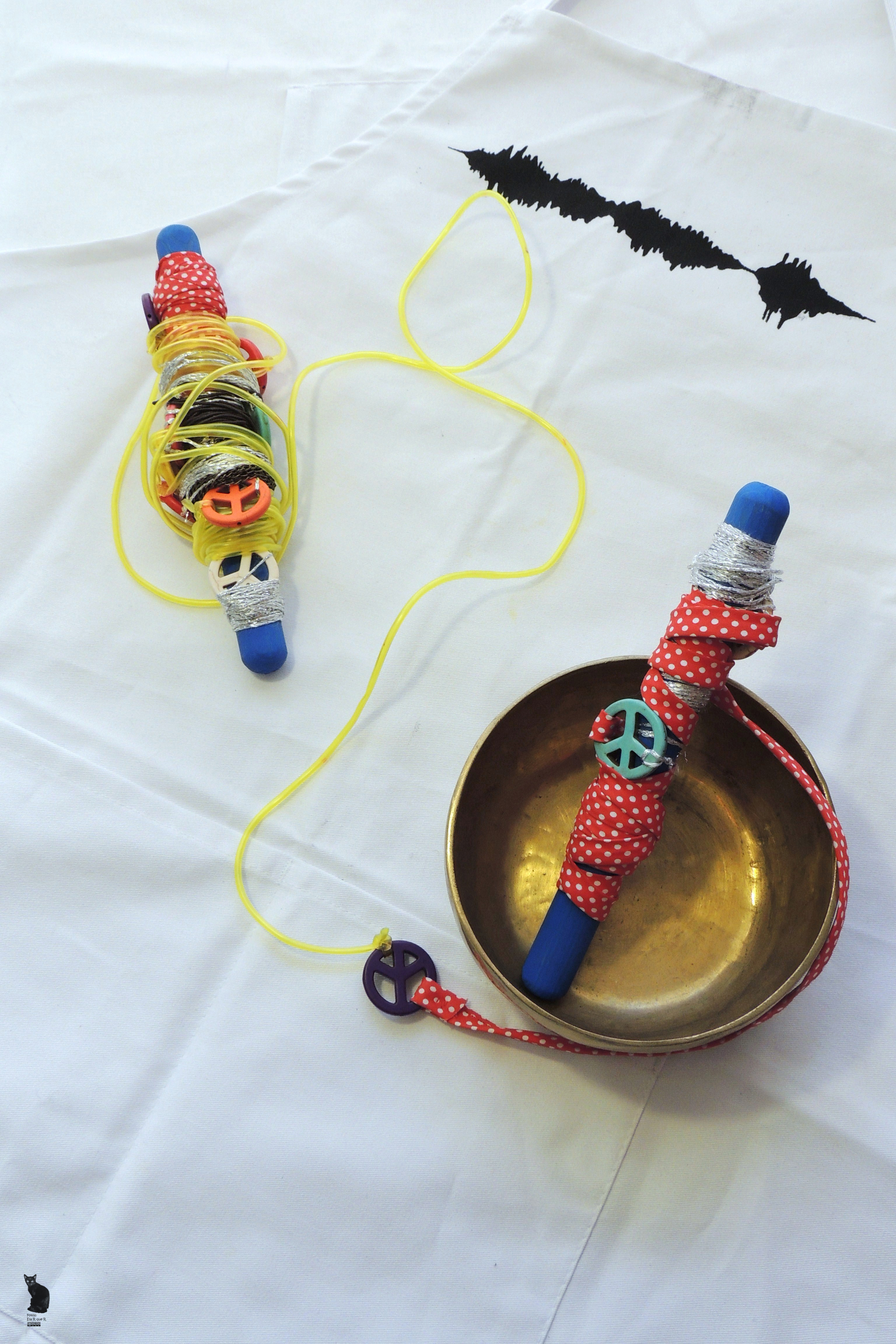
Paz - Foto Ela R que R
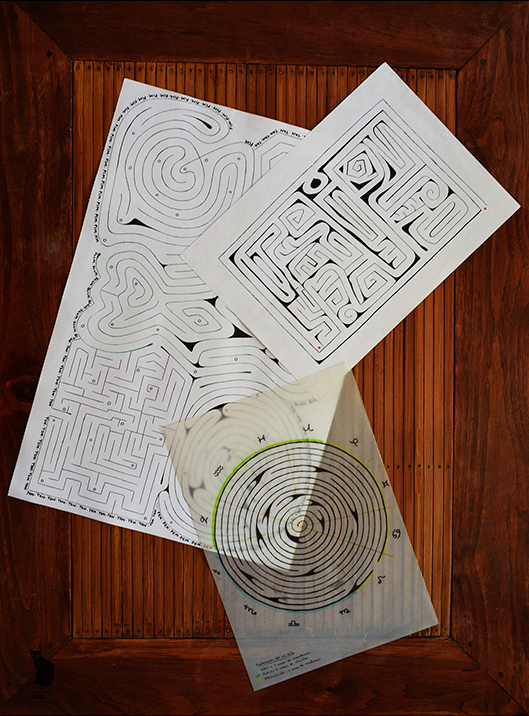
Partituras-laberinto - Foto Ela R que R
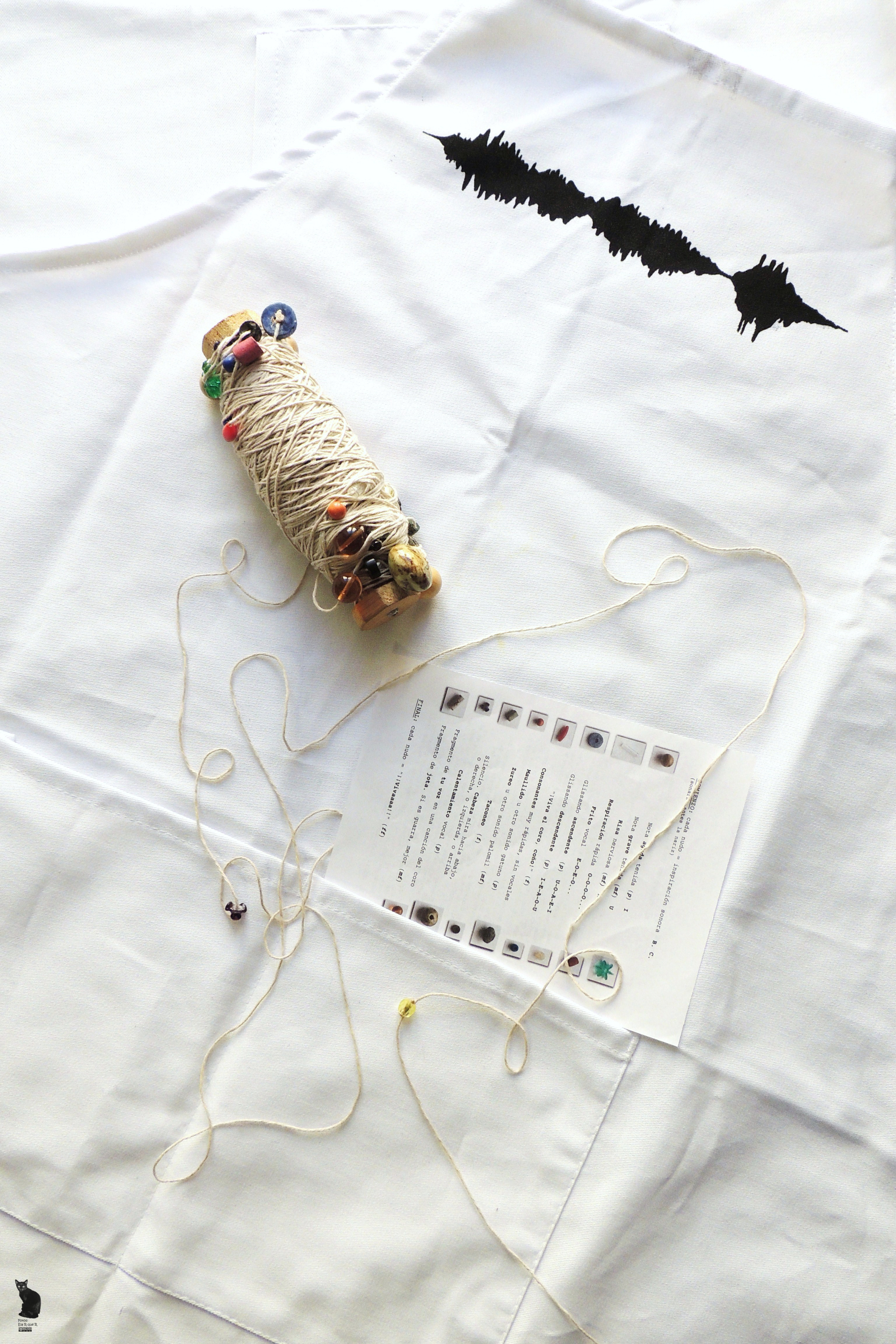
El tiempo en un hilo - Foto Ela R que R.
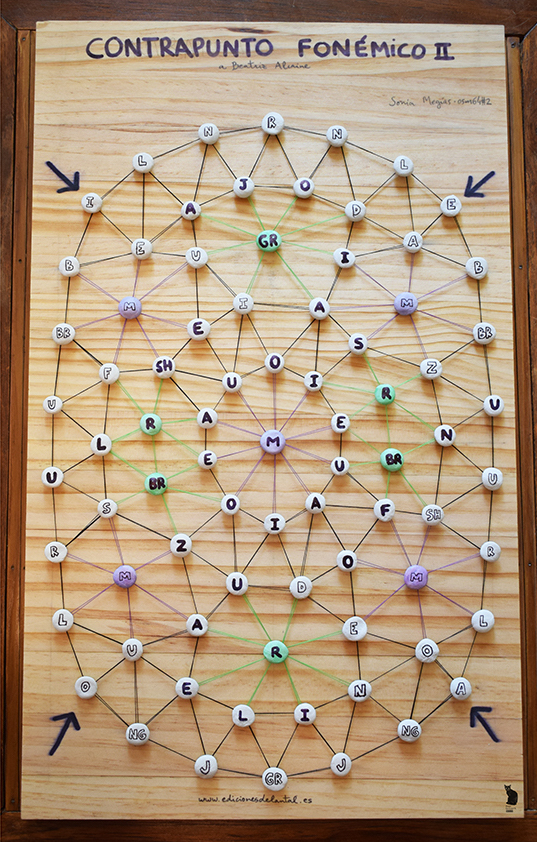
Contrapunto fonémico II - Foto Ela R que R
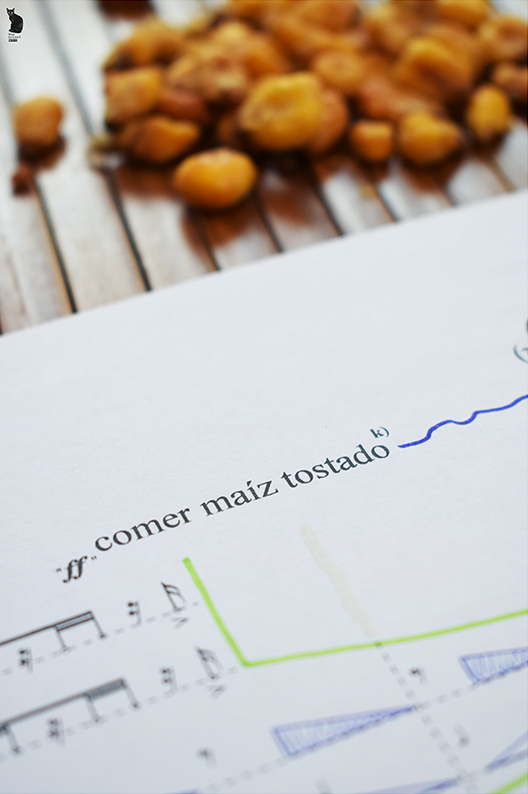
Ffrraarr - Foto Ela R que R
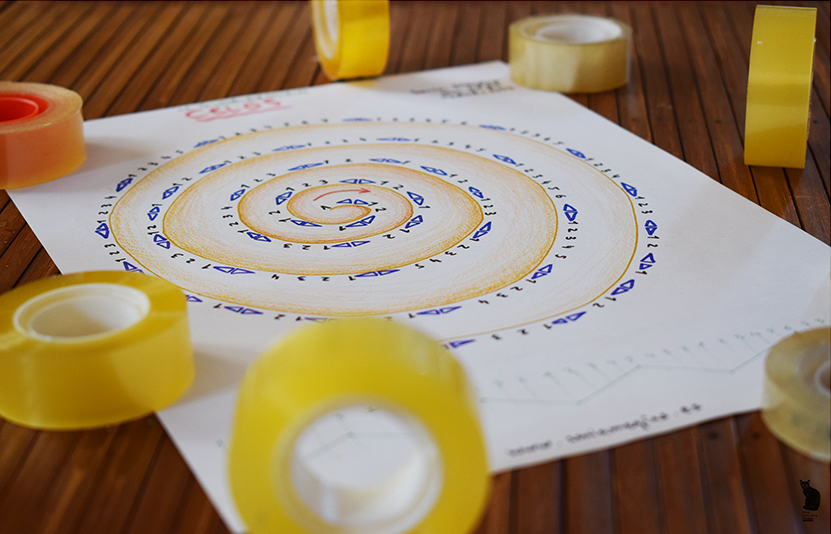
Celos - Foto Ela R que R
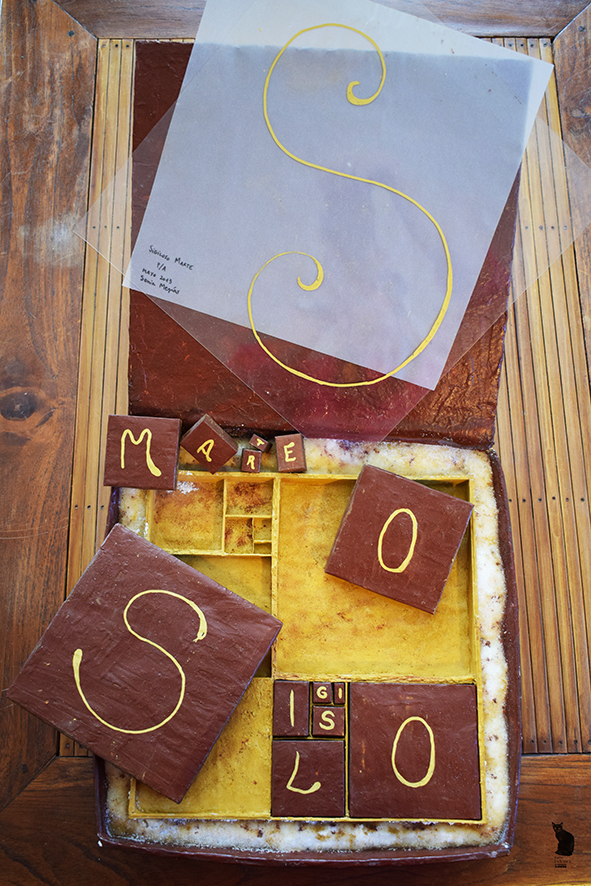
Sigiloso Marte - Foto Ela R que R
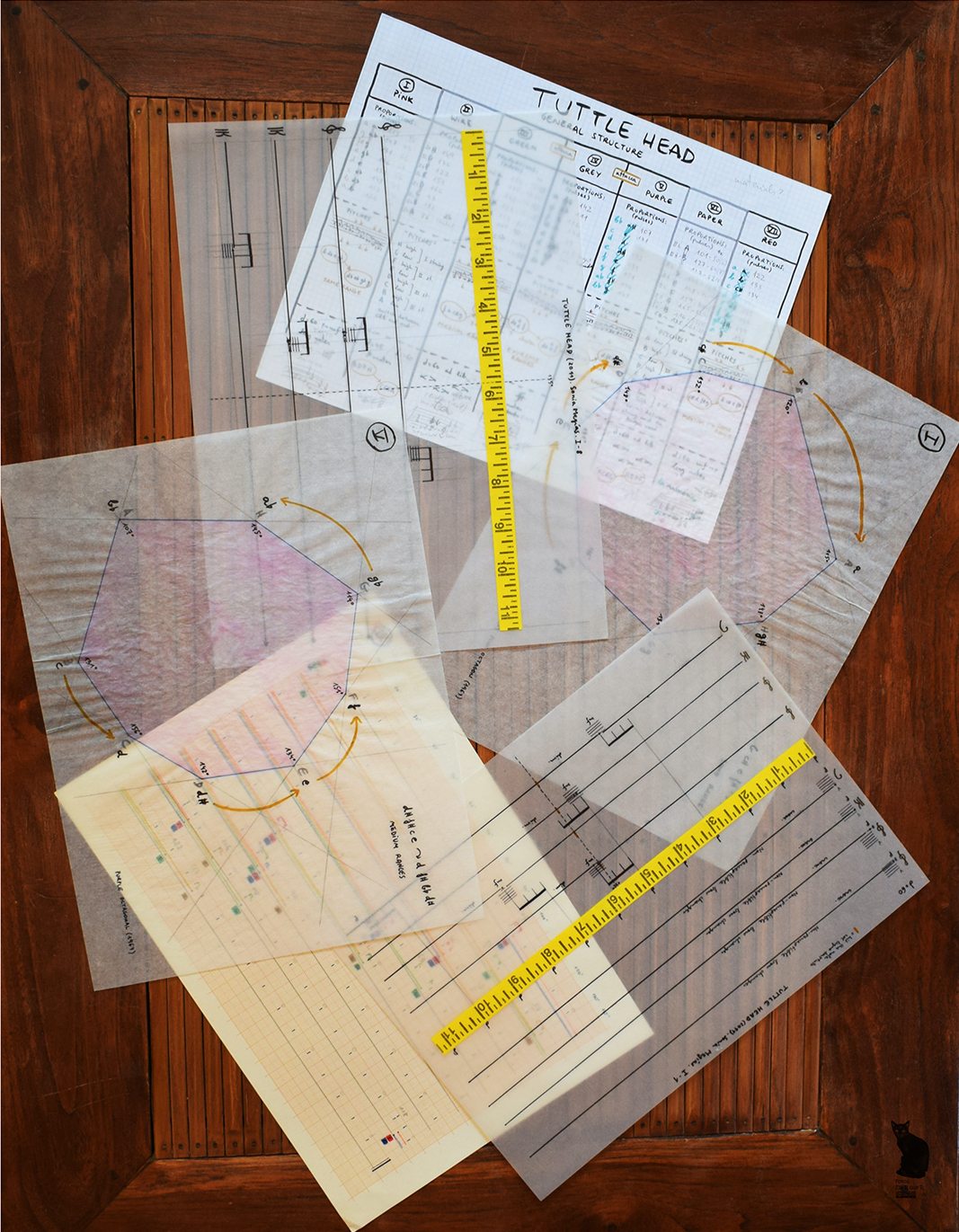
TuttleHead - Foto Ela R que R
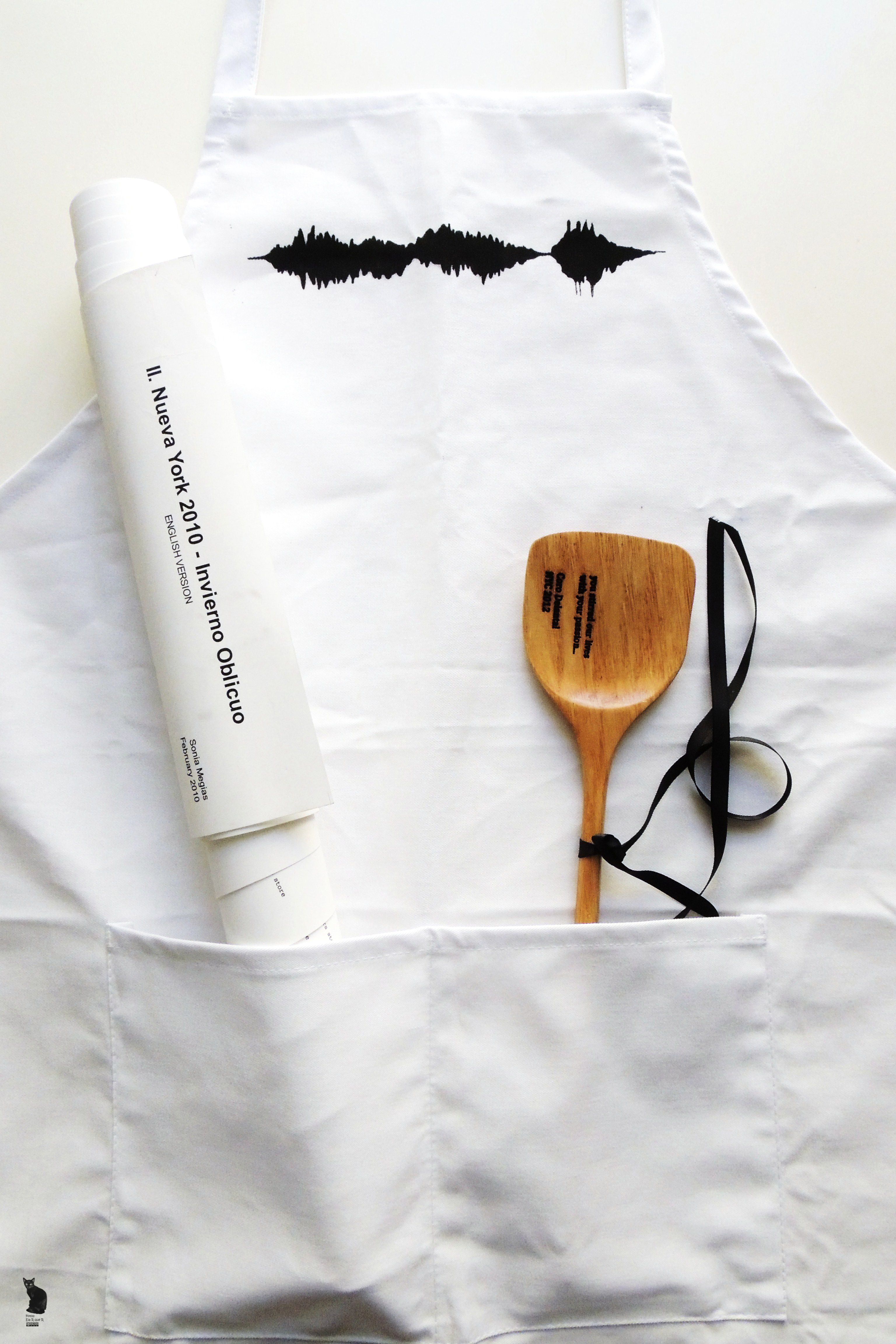
Nueva York 2010 - Foto Ela R que R
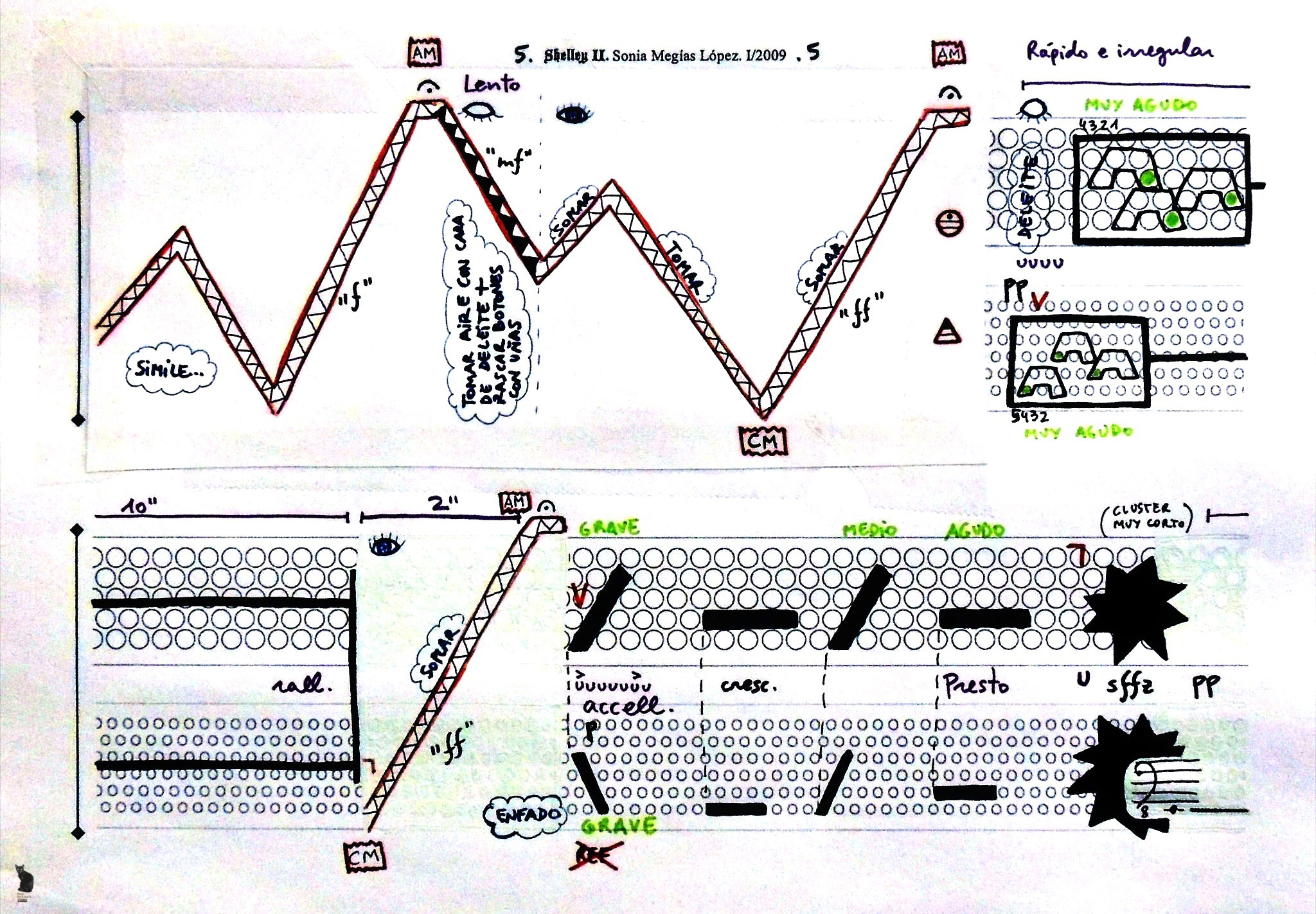
Shelley III - Foto Ela R que R
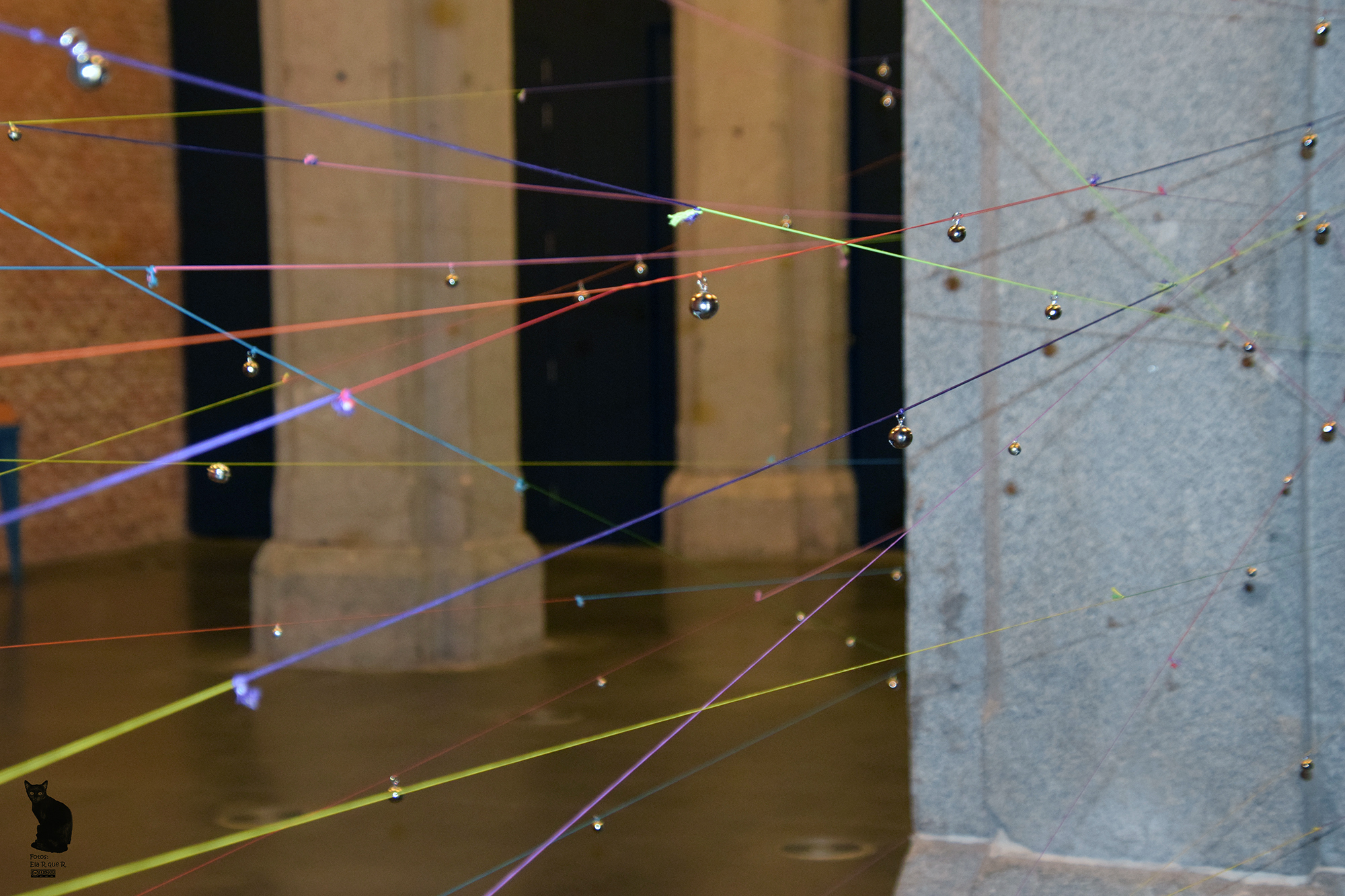
Jaula de chicharras - Foto Ela R que R
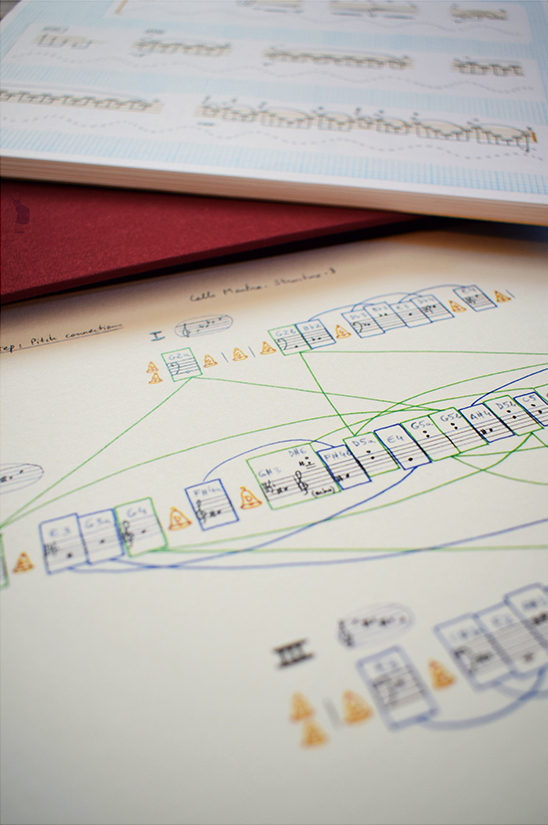
Cello Mantra - Foto Ela R que R
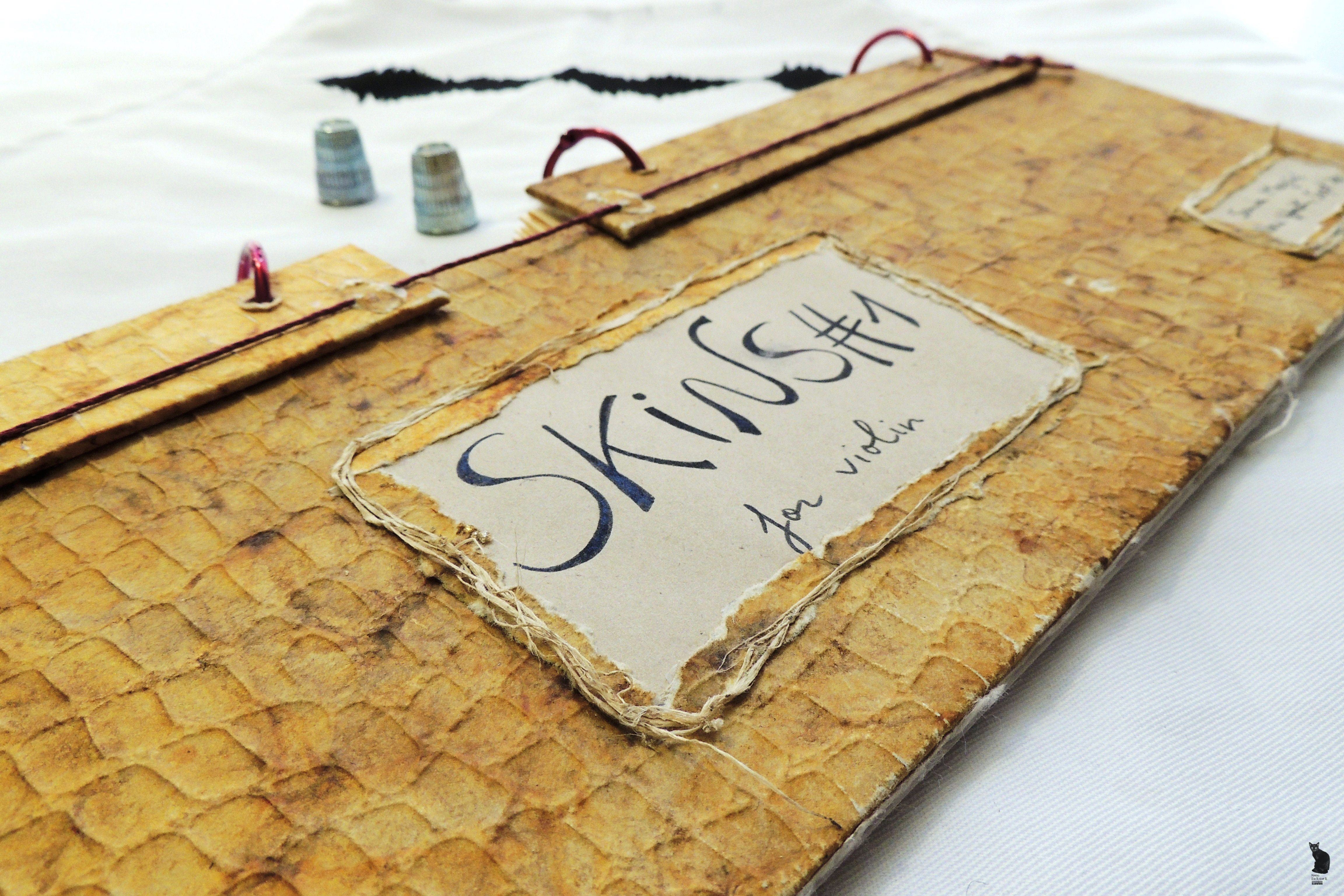
Skins-1 (exterior) - Foto Ela R que R
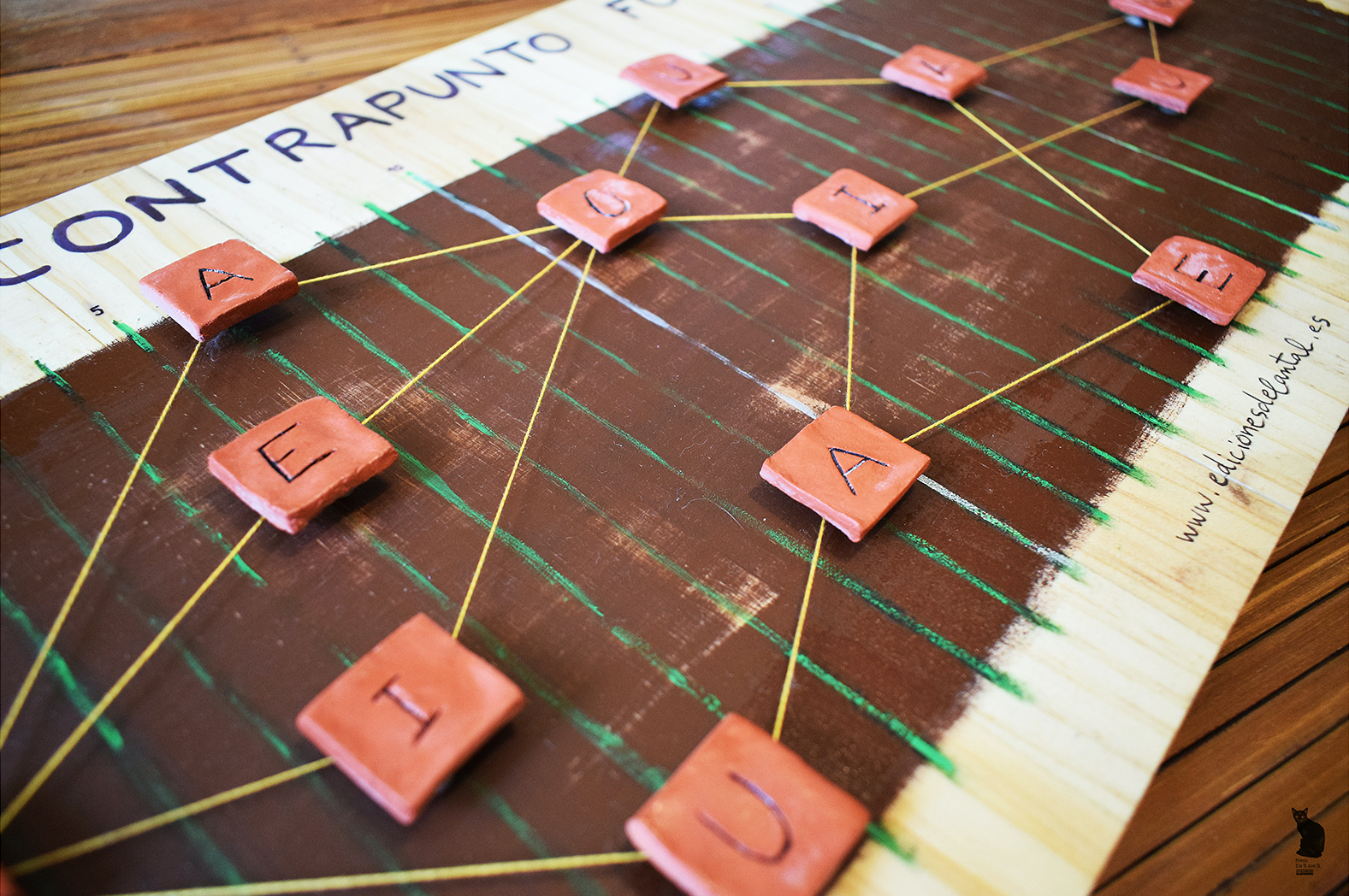
Contrapunto fonémico I - Foto Ela R que R
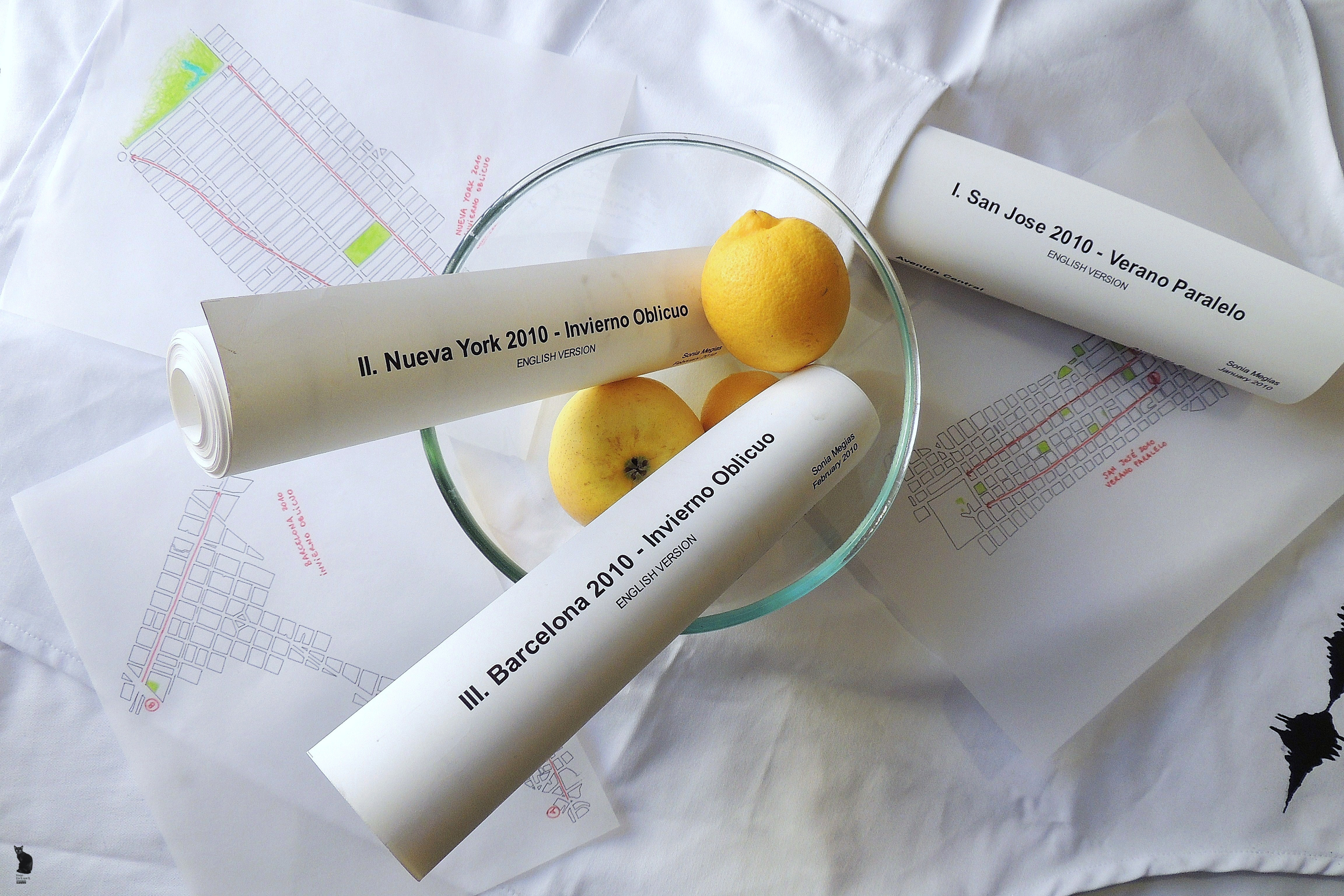
25 Ciudades 50 calles - Foto Ela R que R
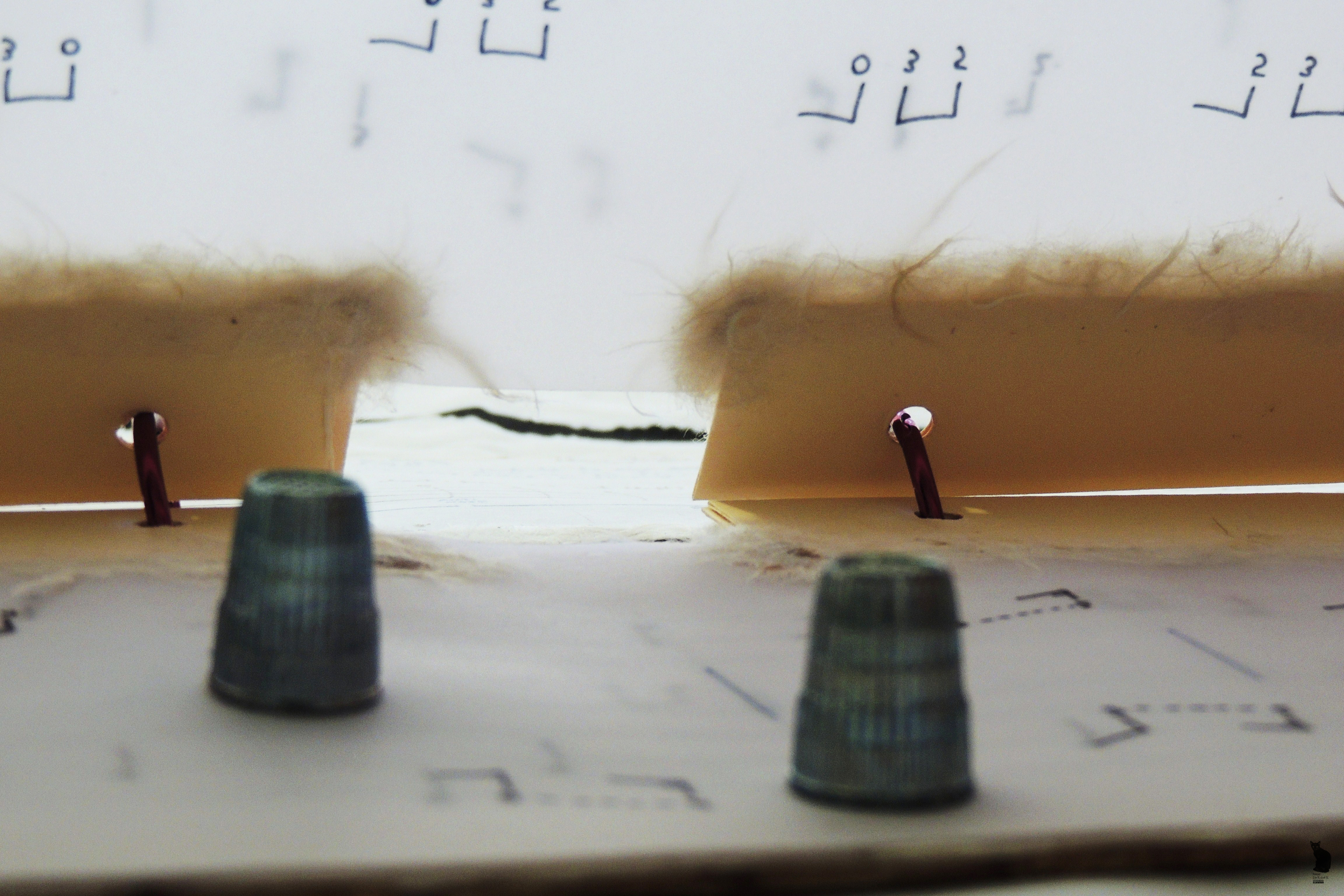
Skins1 (interior) - Foto Ela R que R
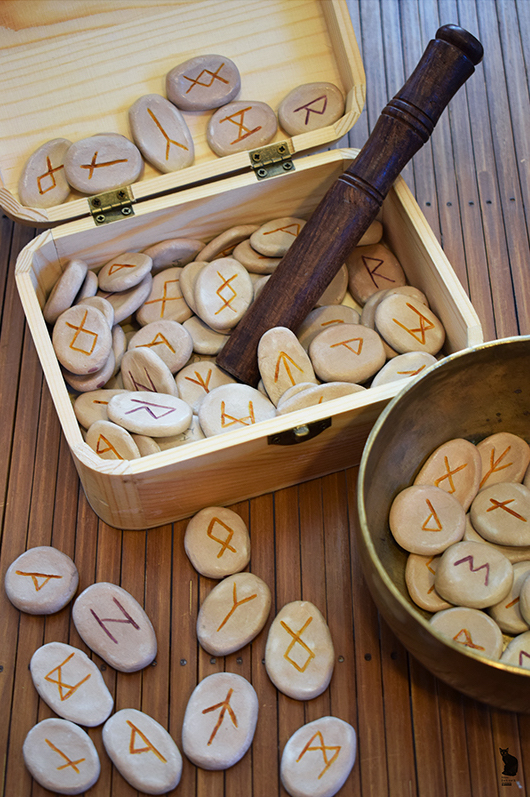
Futhark - Foto Ela R que R